# Frontière entre l'Ouganda et la république démocratique du Congo

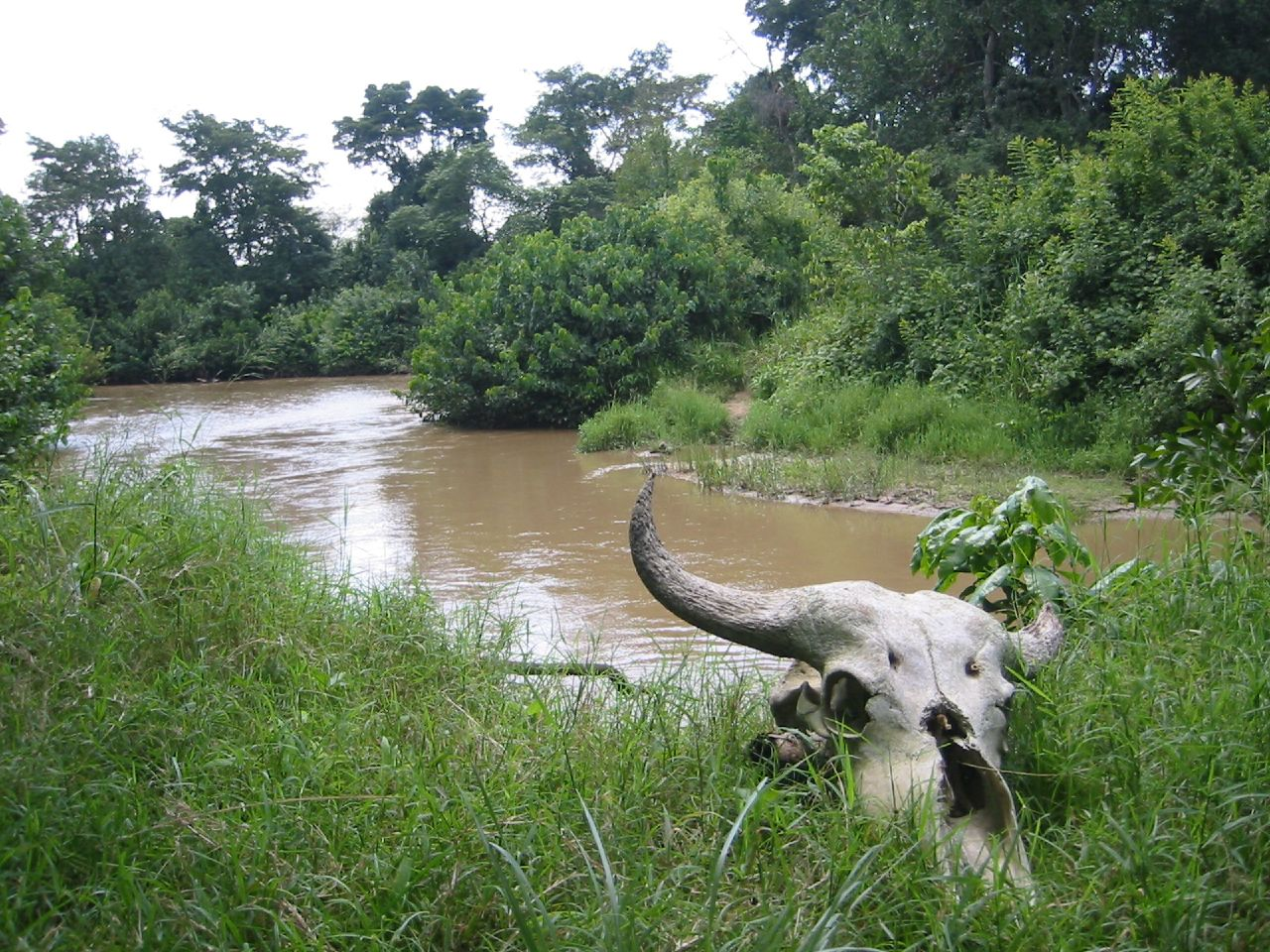
Frontière entre l'Ouganda et la RDC (à l'arrière-plan), en 2005.

La frontière entre l'Ouganda et la république démocratique du Congo est la frontière séparant l'Ouganda à l'est et la république démocratique du Congo à l'ouest en Afrique centrale. 
Longue de 765 km, elle débute au nord avec le tripoint avec le Soudan du Sud et s'achève au sud avec le tripoint avec le Rwanda au sommet du volcan Sabyinyo. La frontière traverse les lacs Albert et Édouard ainsi que la chaine du Rwenzori passant par le mont Stanley, point culminant des deux pays (5 109 mètres). 
Depuis 2007, les deux pays se disputent la souveraineté sur l'île Rukwanzi (en) située dans le lac Albert, mais cette question n'a pas été réglée, les sources se contredisant : un journal ougandais a annoncé le 10 septembre 2008 que le litige était résolu et que la souveraineté de l'Ouganda sur l'île était reconnue, ce qu'avait infirmé le porte-parole du ministre des affaires étrangères de la république démocratique du Congo. 